# 國民革命軍陸軍第一二七軍
国民革命军第一二七军，是1949年初以河南省保安团为基础组建的部队。

## 历史
1949年3月在湖北孝感组建该军，隶属張轸第19兵团：
- 军长赵子立
- 第309师：师长涂建堂/田中田
- 第310师，师长田镜棠/郭馨波
- 第311师，师长刘子仁

1949年5月15日，第309师在湖北贺胜桥、金口地区，参加了第19兵团司令官張轸领导的起义，编入中国人民解放军第五十一军第211师。赵子立拒绝起义，率第310师郭馨波部、第311师刘子仁部、第19兵团独立师张旭东部逃至湖南常德后，把第19兵团部与第一二八军拒绝起义部队改编为第309师，重建第127军：
- 第309师，师长刘子仁
- 第310师，师长田镜棠
- 第311师，师长张旭东
- 第312师：1949年12月独立第1旅(1949年8月信阳师管区改编,旅长李德生)、独立第3旅(1949年8月河南军管区一部改编,旅长庞国钧)合编。师长庞国钧。

1949年8月，程潜、陈明仁率部在长沙起义，桂系部队向广西撤退。白崇禧已不信任赵子立，让其率该军到河南西南部的伏牛山区建游击根据地，并给了赵河南省政府主席兼豫陕边区游击总司令的官衔。赵子立受命后，率部于8月上旬逃到鄂西房县大九湖，驻房县至巴东一线，配合孙元良第16兵团防守川东门户。11月上旬赵子立率部逃四川万县，后迁至忠县。赵决定效法老上级张轸，起义投诚。赵将此意向副军长姚江岭、参谋长姚少一通了气;继而又说服了第309师师长刘子仁。为了便于率部起义，赵将独立第2旅并入第309师，独立第1、3旅编为第312师。12月16日，赵在巴中县清江渡召开师、团长会议，做起义前的准备工作，争取到3个师9个团参加起义。军部政工处少校秘书陈慈源、警卫营长王俊山与第310师第930团团长田中田暗中勾结，企图杀害支持起义的副军长姚江岭、参谋长姚少一，绑架赵子立后，立即将警卫营长扣押，派其弟赵子久担任警卫营长，派人监视军统骨干分子侯亚南，粉碎了陈慈源、田中田的图谋。12月21日，赵子立接到解放军第42军发来欢迎第127军起义的电报后，立即通知各师率部改向南下至达县集结。12月25日下午，第127军行至巴中县北镇子堤(现为南江县正直镇)，与解放军第61军第183师遭遇。赵即派参谋向志轩与该师联络，第183师政委杨绍增即请赵子立在镇子堤面谈。赵一再声明早有心起义，并与第42军有联络。杨对赵说，你们部队目前很不稳，不如放下武器好些。赵同意就地起义。12月26日，赵子立召开全军大会，正式宣布起义。12月27日，在四川南江县正直坝，师长田敬堂率第310师起义(其中第310师第928团、田中田第930团逃走)。1950年1月第一二七军全军三个师和河南军管区部队改编为中国人民解放军第六十一军补训师辖4个团，田镜棠任补训师师长，解放军第183师副师长张介民任师政委。309师编为解放军六十一军补训师第一团，刘子仁任团长。1952年7月，第六十一军番号撤销。1952年3月补训师连以下官兵补入解放军第182师、第183师，军官送川北军区教导团、军训大队学习。
刘子仁1900年出生，原在西北军任职，1937年回老家永城县拉起几百人队伍，加入新四军，任新四军豫东游击支队第一总队副总队长。1940年改编为八路军第四纵队第6旅第17团任团长。1940年8月拉队伍叛出，投靠汤恩伯部任苏鲁豫皖边区挺进第一纵队副司令。1944年彭雪枫与刘子仁部下李光明部战斗时牺牲。1944年投靠日本任伪军师长。抗战胜利后任国民革命军新编第3路军第54师师长，后任豫东保安团团长、永城县县长、第一二七军第309师师长，解放军第六十一军补训师第一团团长。镇反运动中被捕入狱，1951年3月7日，刘子仁在河南开封被镇压。